# 和合本聖經
《聖經和合本》（英語：Union Version Chinese Bible；今指國語和合本〔英語：〕，舊稱官話和合本〔英語：〕），簡稱和合本，是今日華語新教各教会最普遍使用的《聖經》譯本，问世一百年以来，一直是权威的圣经汉语译本。此譯本的出版源自1890年在上海舉行的傳教士大會，會中各差會派代表成立了三個委員會，各自負責翻譯官話（白話文）、淺文理（浅文言）、深文理（文言文）譯本。
1904年，《淺文理和合譯本》（英語：Easy Wenli Union Version）出版《新約》。1906年，《深文理和合譯本》（英語：High Wenli Union Version）亦出版《新約》。1907年，传教士大會計劃只譯一部文理譯本，於1919年出版《文理和合譯本》（英語：Wenli Union Version）。1906年，官話的翻譯工作完成了《新約》；1919年，官话《舊約》的翻譯工作完成。在1919年正式出版時，官话《聖經》譯本名為《官話和合譯本》，從此就成了現今大多數華語教會採用的和合本《聖經》。香港聖經公會並在1983年起進行了修訂，使其更貼近現代文意修正錯譯，在2010年完成出版《和合本修訂版》。
和合本分為「上帝」版和「神」版，區別在於上帝版的經文中出現「上帝」的地方，神版都用帶挪抬的「神」代替。因為對於基督教的神在中文中應該稱為「上帝」還是「神」，晚清的西方宣教士爭論了幾十年仍未解決，故和合本採用這種折中方法。

## 緣起
从19世纪初到19世紀80年代，在中國的外國差會出版了若干个漢語文理（文言文）聖經，彼此在用詞和翻譯原則上都有差別。傳教士憂慮中國信徒面對諸多文理譯本無所適從，希望有一部聯合譯本。外國宣教士曾經嘗試推出統一的中文文理譯本。1858年出版的《委辦譯本》是集眾人之力合作翻譯的成果。可惜由於當時各差會的宣教士之間期望相左，意見分歧，以致文理《委辦譯本》統一中文譯本的目的最終並未達成。
1890年的傳教士大會，決定同時以深文理、淺文理、官話翻譯，以「《聖經》唯一，譯本則三」為目標。與會者幾乎一致肯定需要一本聯合的官話譯本。至於文理譯本方面，英國傳教士維護他們使用多年的《委辦譯本》，因其譯文優美，教會甚至曾將這譯本兩度進獻於清廷，可見其地位顯赫；他們堅持最多只需將這譯本略作修訂，便可用為聯合譯本。美國傳教士不喜歡委辦譯本，因其多處地方不忠於原文，且杂糅儒家概念，又認為需用較淺易的文言重譯。結果大會決議同時翻譯兩種文言譯本，即深文理和淺文理，以化解兩派間的矛盾。

## 淺文理和合本
淺文理譯本的委員有包約翰、白漢理、汲約翰、葉道勝、紀好弼、戴維思。他們都有譯經經驗，故沒有跟從和合本翻譯原則，以自己的方式翻譯。他們完全採用《英國修訂譯本》所依據的《新訂希臘文文本》翻譯新約，嚴格用形式對等翻譯。
他們工作進度很快，在三個委員會中是最早完成新約，但是他們執著於與希臘文原文對應，使得譯本違背中文文法，中國讀者難以明白。譯本文體也非計劃原先設想的用淺易文言，而是可以和深文理相比的文言。後來1907年的传教士大會決定只翻譯一部文理聖經譯本，並稱要將深淺文理新約譯本合併為一部文理譯本。但正如當時多數傳教士所料，後來的文理譯本就是深文理譯本，淺文理並無合併在內。

## 深文理和合本
深文理譯本最初的委員會成員有湛約翰、謝衛樓、韶玛亭、惠志道、艾約瑟。委員間對翻譯的看法有很大分歧，難以合作。湛約翰和韶玛亭逝世後，由皮堯士和羅為霖繼任。直至艾約瑟也逝世後，1905年委員會才召開第一次會議。新約在1906年第二次會議完成。
1907年傳教士大會決定只翻譯一部《舊約》文理譯本。文理譯本委員會成員為當時的四名深文理譯本委員，再加入安飽德。原來由謝衛樓任主席，進度緩慢。他辭去委員職務後，惠志道繼任主席，進展明顯加快，1915年完成《舊約》。等到官話譯本1917年完成後，兩部譯本就音譯方式和量度單位協調修訂。1919年6月《文理和合譯本》聖經出版。
雖然文理和合本的對象是中國所有非官話區的信徒，但出版時正巧遇上了白话文文學開始取代文言文文学的白話文運動，而且讀文理聖經的信徒，不少都偏愛《委辦譯本》，因此文理和合本未受廣泛接納。購買文理和合本的人多為閩粵等華南地區及海外華僑信徒。因為他們所操方言，語法用詞都與國語差異極大，所以較為偏愛文言。不過《官話和合本》也逐漸在他們中間普及。《文理和合本》在1920年至1923年修訂新約後，1934年印行最後一版。
不過，《文理和合本》也有其影響，如香港培正中學解釋校訓的經文，正是取自文理和合本。

## 國語和合本

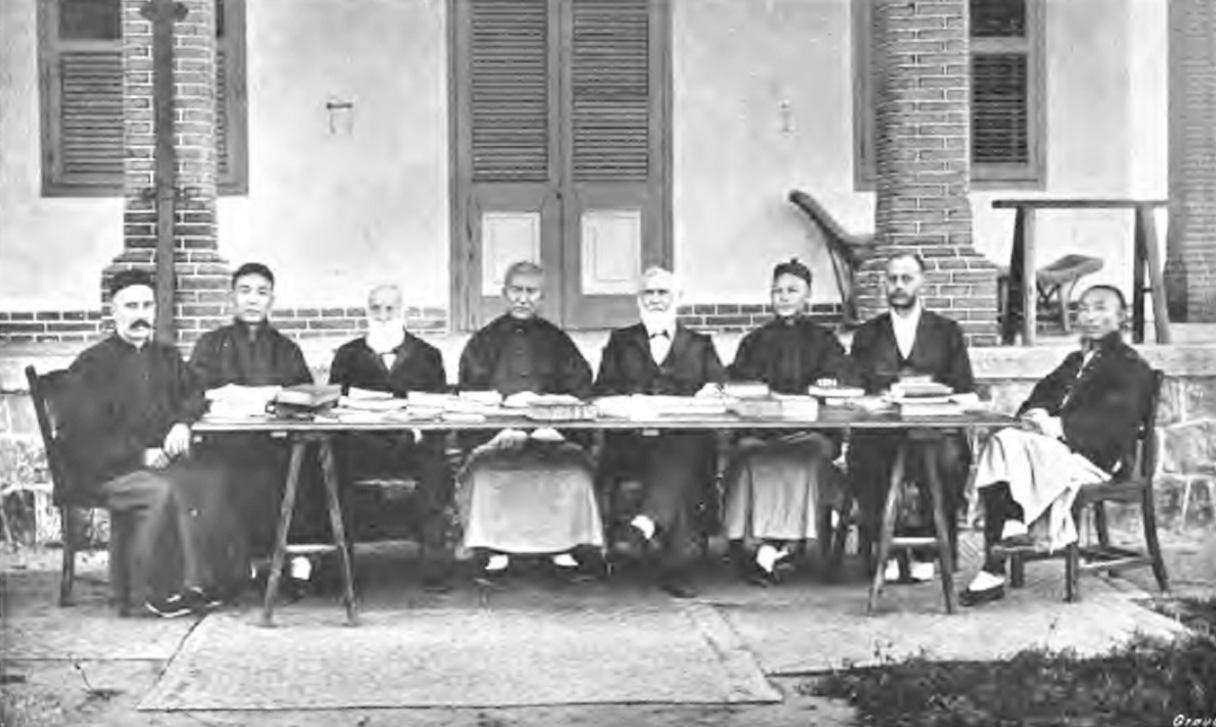
官话和合本译者与中文助手，从左至右：鮑康寧、刘大成、富善、张洗心、狄考文、王元德、鹿依士、李春蕃

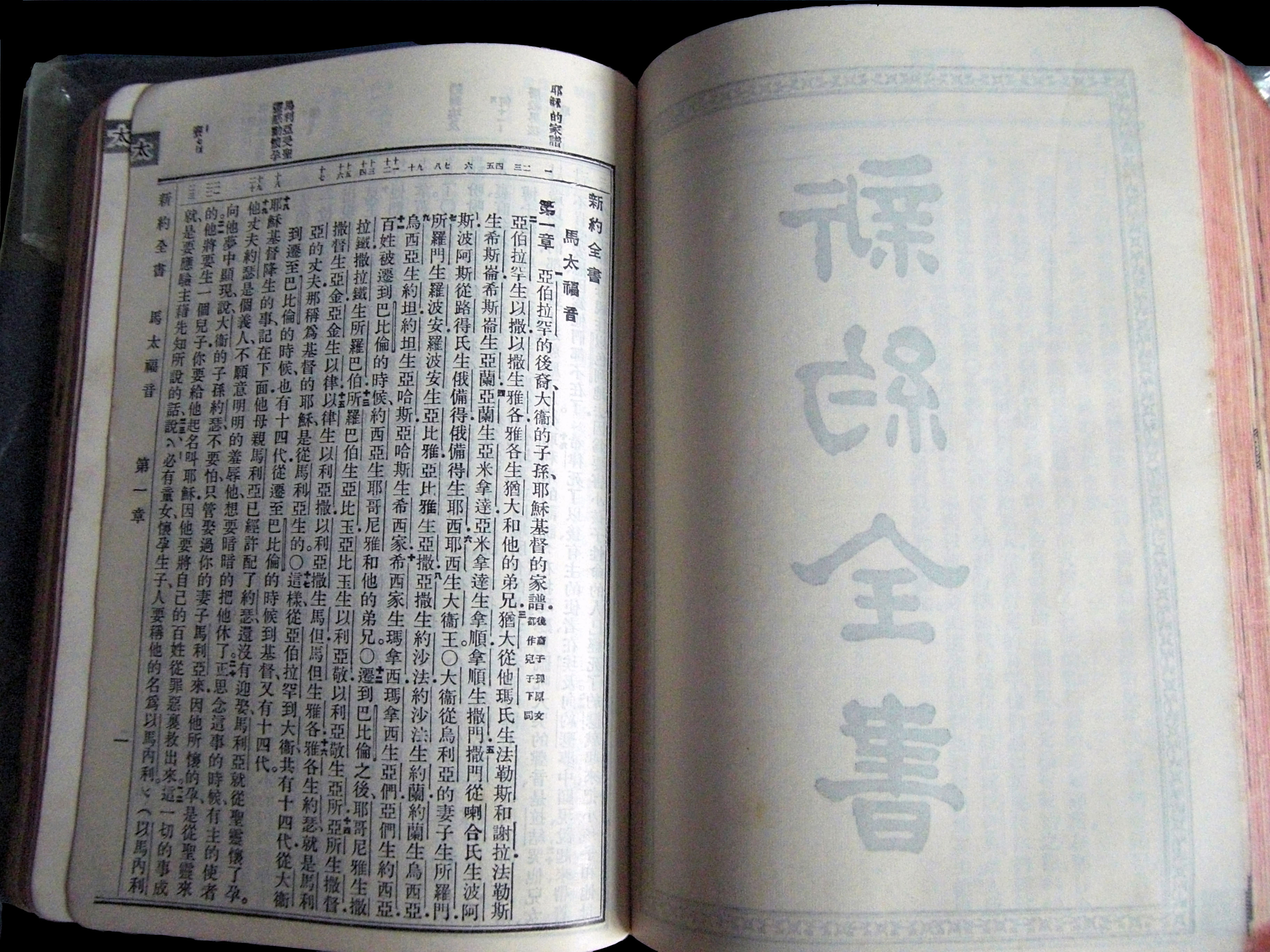
舊版《國語和合本》

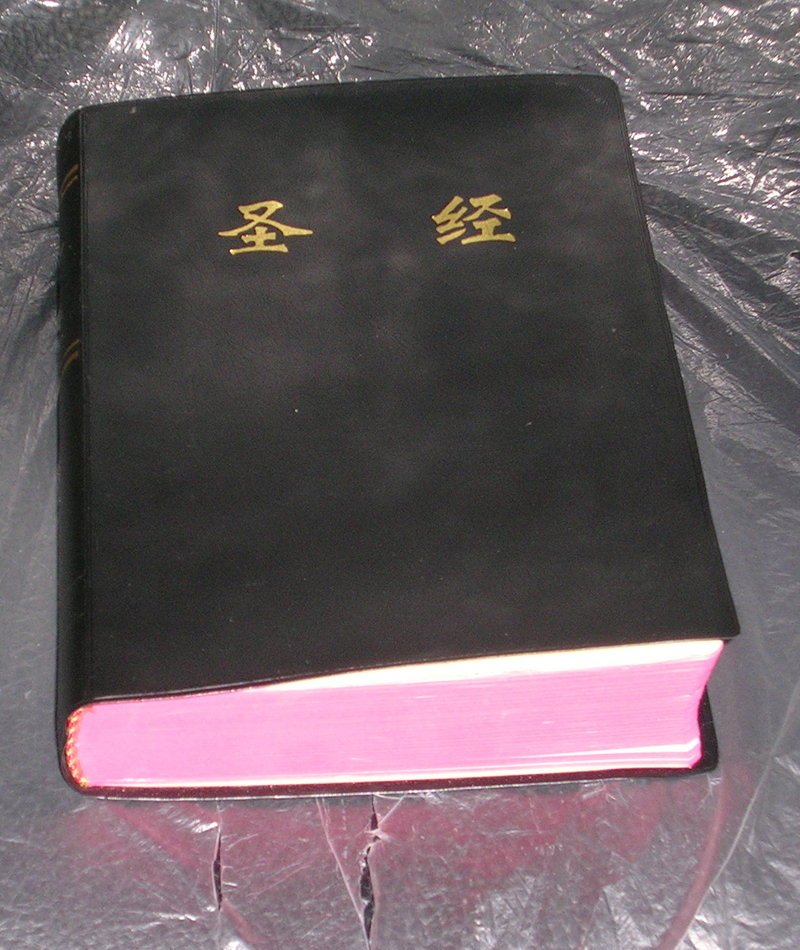
中国基督教协会出版的和合本《聖經》

現在稱為《和合本》的聖經，初稱《官話和合本》，全稱為《官話和合譯本新舊約全書》，於1919年4月在上海出版。「官話」是在清朝的慣用稱呼，至清末民國時期「官話」逐漸改稱「國語」，故此改名《國語和合本》。因著《國語和合本》大為流行，成為教會唯一在用的和合譯本，現今簡稱為《和合本》。
在官话和合本诞生之前，麥都思與施敦力曾于1857年將委辦譯本的新約改寫成南京官话出版；1872年，華北的英美宣教士包約翰、艾約瑟、施約瑟、白漢理、丁韙良翻譯《北京官話新約全書》；1874年，施約瑟独自一人依照《北京官話新約全書》體裁譯完北京官话舊約；1878年英國聖經公會（英語：British and Foreign Bible Society）將北京官話新約全書與施約瑟的舊約譯本合印為新舊約全書。官話和合本在一些地方參考了北京官话新旧约全书。但因为北京官话新旧约全书多采用意译的方法，而和合本采用直译的方法，两个译本的翻译理念大不同，故从多处地方可以看到和合本是全新的翻译。
《官話和合本》委员会的委员有美国長老會的狄考文（1836年－1908年）、美国公理會的富善（1836年－1925年）、中国內地會也是浸信会的鮑康寧（1852年－1922年）、英國倫敦會的文書田（1847年－1914年）、美国美以美会的鹿依士（1854年－1939年），以及其他在不同阶段加入、后因不同原因退出的西方傳教士，前后有十六位。协助他们翻译的中国基督徒有诚静怡、刘大成、王治心、王元德（即王宣忱）、邹立文、张洗心、李春蕃等人。在狄考文翻译新约的过程中，他的继配夫人狄文爱德曾协助他，为官话新约的翻译制作了一份希腊文-中文的索引。和合本的翻译共遵循四项原则：
- 译文必须为全国通用语言，不可用地方土语。
- 行文须简单，在礼拜堂诵读时，各阶层人士都能明白。
- 字句必须忠於原文，同时又不失中文的韵气。
- 暗喻应尽量直译，而非意译。

委員會在翻譯官話譯本時，官話之確切的書面形式和标点符号尚未成熟和定型，委員會需要商量採用一個共通形式。主席狄考文主張文體要貼近官話口語。他也設計了聖經中的標點，除傳統句讀的句點（。）和逗點外，增加了圓點（．），作用如同英文的分號和冒號。1906年，新约译完，1907年出版。之后开始翻译旧约。狄考文在1908年逝世。富善成为新的主席，与其他委员一道，继续翻译旧约，于1917年将旧约译完。在翻译过程中，委員们意識到官話逐漸取代文言成為書面語，《聖經》官話譯本或會成為重要作品，因而在1918年3月，着手把新约全面修訂，使得譯文更具文學風格，并于该年年底修订完毕。1919年4月22日出版《官話和合譯本》。1939年改名為《國語和合譯本》。

### 翻譯參考底本
上海在華傳教士大會中決議，翻譯用的原文底本是英國出版的《修訂版聖經》(英語：Revised Version of the Bible) 所用的原文底本。《修訂版聖經》（1885年）又稱《英國修訂本》（英語：English Revised Version），其新約通用希臘文底本，是當時最新的 《Westcott and Hort》（1881年）。不過，據尤思德博士的研究，《和合本》的譯者在參考《Westcott and Hort 》之餘，有時卻用回古老的公認文本（英語：Textus Receptus） ，即1611年出版的《英王詹姆斯譯本》（英語：King James Version） 的底本。

### 影響
官話和合本的問世剛好趕上了同時期的新文化運動与白话文运动，成為中國較早的白話文翻譯著作，對中國白話文的普及和發展都起了相當大的積極影響，为中国现代文学的发展提供了形式借鉴和语言资源，其中一些词语已經成為家傳戶曉的中文成語，例如「以眼還眼」、「以牙還牙」、「代罪羔羊」、“披着羊皮的狼”、“迷失的羔羊”、“眼中瞳仁”，等等。后世誉之为 “适合对外开放的新文化译本 ”（周作人，1921）、“新文学运动的先锋 ”（朱维之，1992:70）、“中文圣经翻译史的巅峰”（《圣经新译本》2001年版序 ）。當代詩人楊牧曾在他的文章中，盛讚和合本文體，譽為一種特殊的優美文體。
初版的和合本仍使用傳統的四角標圈法爲字注音，該方法隨着同一時期注音字母的推廣而式微。
和合本采用直译，忠于原文，广受欢迎，很快取代了之前的文言文译本和白话文译本，到20世纪30年代，便風行起來。當時中国不少知名的傳道人，如宋尚节、王明道等人，早年都是通过和合本圣经了解并信仰了基督教。

## 标点及少量人名地名的更新
1962年，書題從《新舊約全書》改為《聖經》，又修訂極個別字。前版段与段之间都用大圓號（◯）分隔，新版除了少數段落外，每段都開新行。前版用小字在書眉上標示段落大意，新版每段前加黑體字標題。前版不分欄，新版倣效外文聖經，將每頁分為上下兩欄。前版引號款式為一勾一點（實際操作上是用日文片假名「ソ」的鉛字模旋轉得到），新版用空心方角（即直排的雙引號﹃﹄）代替。前版《詩篇》不分行，新版每節分行（其他經文中的詩歌不分行）。新版在每卷書後加上插畫。新版也有不如前版的地方，比如前版對新約中所引的舊約經文，會在書眉註明出處，新版在頁中未留空位，便不註出處。儘管如此，新版在目錄之後的說明中，仍說道「新約書中，常有引舊約書中的話......每遇此話，加以引號，用註指明何章何節......」，完全照錄前版說明。
1988年，聯合聖經公會出版了《新標點和合本》。该版所做的修订主要包括：使用通用标点符号，按诗体排印原文为诗的经文，按现代用法区别使用第三人称代词，将现在通用的字代替某些不再使用的字，如把「喫」、「纔」、「彀」改為「吃」、「才」、「夠」，又修改部份人名譯法，有的地名採現代譯名。该版本主要在海外华人信徒中推行，也有人对人地名的改动提出了反对意见，例如望文生義地指「流便」是「不雅的譯名」，改成「呂便」，而不知「流便」這譯名其實也是形容詞，實際意思是“暢順”，與修訂者所想的截然不同。
1989年，中国基督教协会出版了《简化字现代标点和合本》。除了用简化字印刷，该版本的改动与《新标点和合本》类似，不过对人地名的修改幅度差别较大，前者只改了28对，而后者则改了54对。

## 和合本修訂版
和合本修订版是针对和合本进行修订而成的中文圣经译本，由三十多位来自中国大陆、香港、台湾、马来西亚和新加坡等地的华人圣经学者耗时27年修订而成，于2010年完成修订工作并出版新旧约全书。该修订版秉承「不為修訂而修訂」及「盡量少改」的原则，忠於原文，力求保持和合本的风格，尽量保留信徒熟知的金句。
圣经和合本于1919年译成，经过近百年的时间，已经成为华人基督教会使用最为广泛的圣经译本。但是，随着时代的变迁，一些汉语词汇和语法发生了很大变化，和合本的一些用字如今已成为罕用字，一些词汇的意思也已经发生转变。一些当时顺畅的用语，如今已经显得艰涩难懂。如和合本常用的「教训」一词，如今已具有较明显的负面含义，修订版改用「教导」更符合现代的用词；「游行」一词如今的意义也发生了变化，在现在大多指抗议者在街上行走而有负面含意，修订版改用「周遊」更为恰当。还有和合本一些用词是其他宗教的用语，如「作孽」是个佛教用语，因此修订改為「作惡」。另外，近几十年圣经考古学上也有诸多成果，如死海古卷的发现，对于圣经异文的诠释、古抄本和译本经文的理解上，学术界都取得了新的进展。故重新翻译圣经或对现有译本进行修订尤其必要。
1983年，联合圣经公会打算从语义、文意、措辞上修订《和合本》，1984年议定修订原则，1985年在台湾开始修订工作。2000年，联合圣经公会正式授权香港圣经公会主导修订工作，并邀请中国基督教协会参与。香港聖經公會於2006年2月推出了《新約全書――和合本修訂版》，對和合本做了相當大幅度的修訂。《新舊約全書》的修訂版於2010年完成出版，修訂歷時27年，全由三十多位來自中國大陆、香港、台灣、馬來西亞及新加坡等地的華人聖經學者擔綱，奉獻禮已於2010年9月27日舉行。

## 卷名章節及縮寫
| 順序 | 中文卷名       | 縮寫 | 章  | 英文卷名對照    |
| ---- | -------------- | ---- | --- | --------------- |
| 1    | 創世記         | 創   | 50  | Genesis         |
| 2    | 出埃及記       | 出   | 40  | Exodus          |
| 3    | 利未記         | 利   | 27  | Leviticus       |
| 4    | 民數記         | 民   | 36  | Numbers         |
| 5    | 申命記         | 申   | 34  | Deuteronomy     |
| 6    | 約書亞記       | 書   | 24  | Joshua          |
| 7    | 士師記         | 士   | 21  | Judges          |
| 8    | 路得記         | 得   | 4   | Ruth            |
| 9    | 撒母耳記上     | 撒上 | 31  | 1 Samuel        |
| 10   | 撒母耳記下     | 撒下 | 24  | 2 Samuel        |
| 11   | 列王紀上       | 王上 | 22  | 1 Kings         |
| 12   | 列王紀下       | 王下 | 25  | 2 Kings         |
| 13   | 歷代志上       | 代上 | 29  | 1 Chronicles    |
| 14   | 歷代志下       | 代下 | 36  | 2 Chronicles    |
| 15   | 以斯拉記       | 拉   | 10  | Ezra            |
| 16   | 尼希米記       | 尼   | 13  | Nehemiah        |
| 17   | 以斯帖記       | 斯   | 10  | Esther          |
| 18   | 約伯記         | 伯   | 42  | Job             |
| 19   | 詩篇           | 詩   | 150 | Psalms          |
| 20   | 箴言           | 箴   | 31  | Proverbs        |
| 21   | 傳道書         | 傳   | 12  | Ecclesiastes    |
| 22   | 雅歌           | 歌   | 8   | Song of Songs   |
| 23   | 以賽亞書       | 賽   | 66  | Isaiah          |
| 24   | 耶利米書       | 耶   | 52  | Jeremiah        |
| 25   | 耶利米哀歌     | 哀   | 5   | Lamentations    |
| 26   | 以西結書       | 結   | 48  | Ezekiel         |
| 27   | 但以理書       | 但   | 12  | Daniel          |
| 28   | 何西阿書       | 何   | 14  | Hosea           |
| 29   | 約珥書         | 珥   | 3   | Joel            |
| 30   | 阿摩司書       | 摩   | 9   | Amos            |
| 31   | 俄巴底亞書     | 俄   | 1   | Obadiah         |
| 32   | 約拿書         | 拿   | 4   | Jonah           |
| 33   | 彌迦書         | 彌   | 7   | Micah           |
| 34   | 那鴻書         | 鴻   | 3   | Nahum           |
| 35   | 哈巴谷書       | 哈   | 3   | Habakkuk        |
| 36   | 西番雅書       | 番   | 3   | Zephaniah       |
| 37   | 哈該書         | 該   | 2   | Haggai          |
| 38   | 撒迦利亞書     | 亞   | 14  | Zechariah       |
| 39   | 瑪拉基書       | 瑪   | 4   | Malachi         |
| 40   | 馬太福音       | 太   | 28  | Matthew         |
| 41   | 馬可福音       | 可   | 16  | Mark            |
| 42   | 路加福音       | 路   | 24  | Luke            |
| 43   | 約翰福音       | 約   | 21  | John            |
| 44   | 使徒行傳       | 徒   | 28  | Acts            |
| 45   | 羅馬書         | 羅   | 16  | Romans          |
| 46   | 哥林多前書     | 林前 | 16  | 1 Corinthians   |
| 47   | 哥林多後書     | 林後 | 13  | 2 Corinthians   |
| 48   | 加拉太書       | 加   | 6   | Galatians       |
| 49   | 以弗所書       | 弗   | 6   | Ephesians       |
| 50   | 腓立比書       | 腓   | 4   | Philippians     |
| 51   | 歌羅西書       | 西   | 4   | Colossians      |
| 52   | 帖撒羅尼迦前書 | 帖前 | 5   | 1 Thessalonians |
| 53   | 帖撒羅尼迦後書 | 帖後 | 3   | 2 Thessalonians |
| 54   | 提摩太前書     | 提前 | 6   | 1 Timothy       |
| 55   | 提摩太後書     | 提後 | 4   | 2 Timothy       |
| 56   | 提多書         | 多   | 3   | Titus           |
| 57   | 腓利門書       | 門   | 1   | Philemon        |
| 58   | 希伯來書       | 來   | 13  | Hebrews         |
| 59   | 雅各書         | 雅   | 5   | James           |
| 60   | 彼得前書       | 彼前 | 5   | 1 Peter         |
| 61   | 彼得後書       | 彼後 | 3   | 2 Peter         |
| 62   | 約翰一書       | 約壹 | 5   | 1 John          |
| 63   | 約翰二書       | 約貳 | 1   | 2 John          |
| 64   | 約翰三書       | 約叁 | 1   | 3 John          |
| 65   | 猶大書         | 猶   | 1   | Jude            |
| 66   | 啟示錄         | 啟   | 22  | Revelation      |

（《約翰一、二、三書》的縮寫，使用中文大寫數字，以免與用中文小寫數字的章數混淆，例如「約二3」指約翰福音二章三節，「約貳3」指約翰二書三節。）

### 引用
1. ↑  . 台灣聖經公會.   [2015-02-06]. （原始内容存档于2020-04-28）.
2. ↑  .   [2010-09-29]. （原始内容存档于2011-12-29）.
3. ↑  《教务杂志》(Chinese Recorder)，1906年
4. ↑  .   [2021-07-30]. （原始内容存档于2021-07-30）.
5. ↑  參考1908年出版的官話和合本新約全書扉頁 （页面存档备份，存于）及1934年出版的國語和合本新約全書扉頁背面 （页面存档备份，存于）。
6. ↑  .   [2015-01-20]. （原始内容存档于2014-02-21）.
7. ↑  尤思德(Jost Oliver Zetzsche)著，蔡錦圖 译：《和合本与中文圣经翻译》。香港：国际圣经协会，2002年。
8. 1 2  尤思德(Jost Oliver Zetzsche)著，蔡锦图 译：《和合本与中文圣经翻译》。香港：国际圣经协会，2002年。
9. 1 2  任东升：《<圣经>中文译本考》，《解放军外国语学院学报》 2006年01期
10. ↑  丹尼尔·费舍：《狄考文传》，广西师范大学出版社，2009年12月
11. ↑  鲍康宁，1907,31
12. ↑  .   [2015-01-19]. （原始内容存档于2015-01-19）.
13. ↑  尤思德(Jost Oliver Zetzsche)著，蔡锦图译：《和合本与中文圣经翻译》。香港：国际圣经协会，2002年。
14. ↑  見 Chinese Recorder, 1890, p.368
15. ↑  尤思德 (ZETZSCHE, Jost Oliver) (2002)《和合本與中文聖經翻譯》香港：國際聖經協會(現稱：漢語聖經協會) [ISBN 9789625132440][中譯本] (第277-279頁)
16. ↑  殷穎：《基督教文字事工的檢討與感想》
17. ↑   (PDF).   [2015-02-01]. （原始内容存档 (PDF)于2020-09-09）.
18. ↑  .   [2021-07-30]. （原始内容存档于2015-01-05）.
19. ↑  參見香港聖經公會的新標點和合本說明 （页面存档备份，存于）。
20. ↑  .   [2015-01-05]. （原始内容存档于2015-01-05）.
21. ↑  . 昔日东方. 2010-09-28  [2012-10-06]. （原始内容存档于2010-10-31）.
22. ↑  聖經《和合本修訂版》面世 （页面存档备份，存于），東方日報，2010年9月28日

## 外部連結
- “圣经说”网站提供解经注释 （页面存档备份，存于）
- 聖經和合本 （页面存档备份，存于）
- ‘一點就到’的和合本聖經
- 珍本聖經數位典藏查詢系統（页面存档备份，存于）
- 聖經和合本修訂版（页面存档备份，存于）
- 和合本圣经Kindle版（页面存档备份，存于）
- 《中文聖經翻譯史》(聖經．中文．翻譯) （页面存档备份，存于）
- 中文圣经。 聖經和合本。 （页面存档备份，存于）  Holy Bible - Chinese Union Version - CUV.
- 소금성경（页面存档备份，存于）: (SaltBible) 성경전서 개역한글, Darby Bible, Chinese Union Version, CUVt, CUVs, Luther Bibel, American Standard Version, King James Version, World English Bible, 口語訳 聖書, Reina-Valera, Kinh Thánh을 온라인으로 제공